# Rederecht

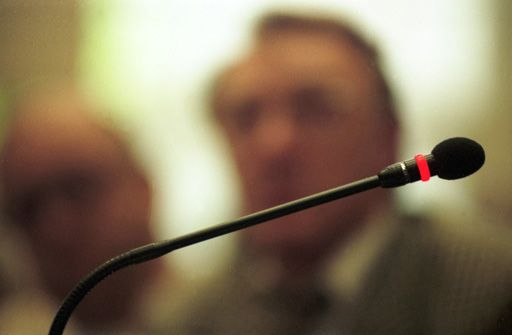
Das rote Lämpchen signalisiert, dass das Mikrophon eingeschaltet ist und der Mensch am Mikrophon das vorübergehende Rederecht besitzt

Das Rederecht ist die Einräumung des Rechtes zur verbalen Äußerung eines Redners gegenüber Zuhörern. In Gremien (z. B. Stadtrat, Kreistag, Landtag) ist sie meist ein durch Vorschriften (Geschäftsordnung) normiertes Recht.
Das Rederecht gehört im weitesten Sinne zur Meinungsfreiheit innerhalb eines demokratischen Systems.

## Deutscher Bundestag

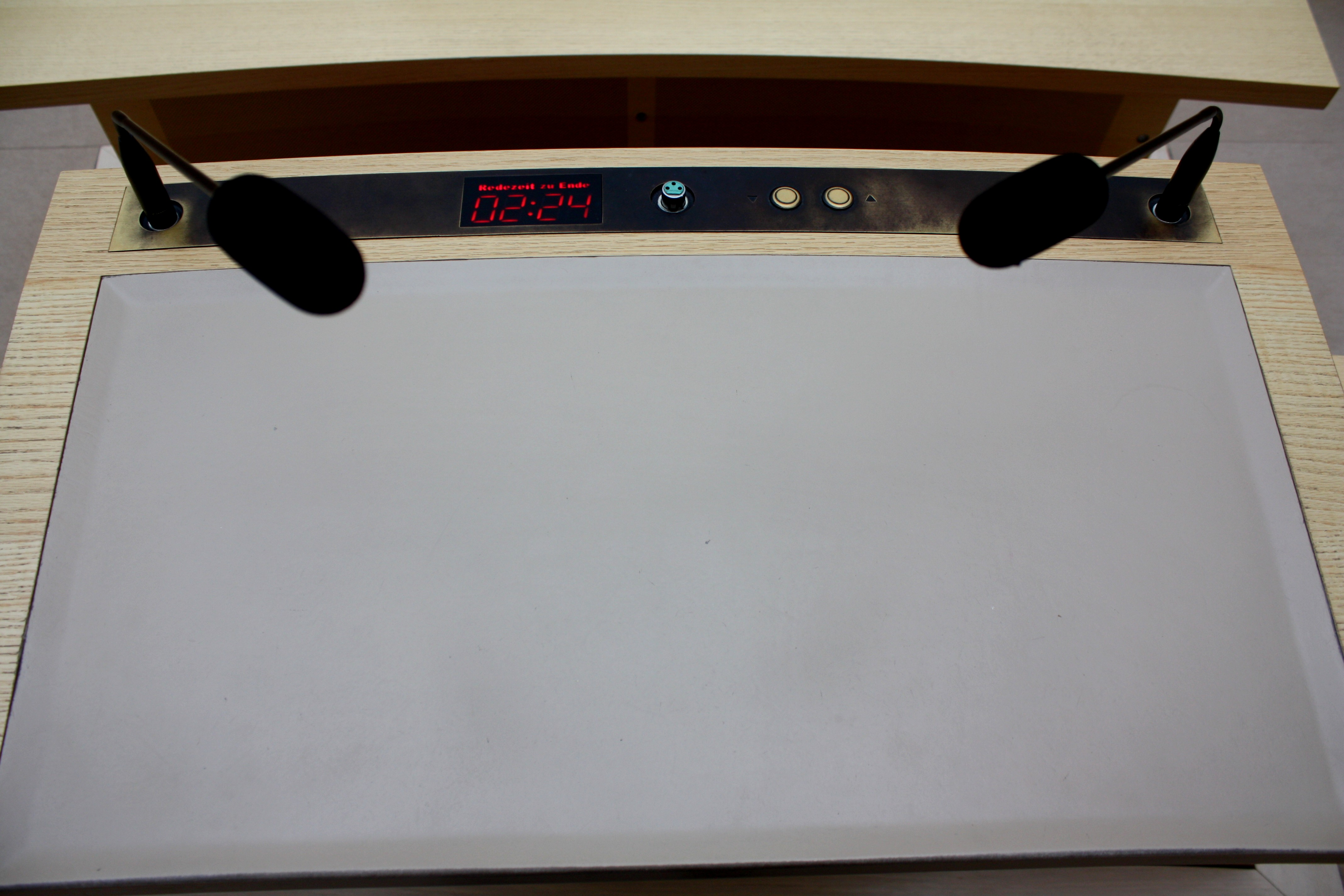
Rednerpult im Bayerischen Landtag mit Anzeige der verbleibenden Redezeit oben

Artikel 43 Abs. 2 Grundgesetz für die Bundesrepublik Deutschland räumt den Mitgliedern des Bundesrates und der Bundesregierung sowie ihren Beauftragten ein Rederecht zu jeder Zeit ein. Die Geschäftsordnungen der Verfassungsorgane regeln Einzelheiten.
Daneben sprachen vor dem Bundestag bislang über 30 bedeutende Persönlichkeiten:
- 1969 sprach der damalige US-Präsident Richard Nixon.
- In den 70er Jahren gab es keinen einzigen Gastredner im Parlament.
- 1982, mitten in der Aufrüstungsdebatte, sprach US-Präsident Ronald Reagan. Viele SPD-Abgeordnete applaudierten nicht und zeigten Bundeskanzler Helmut Schmidt, dass sie ihm bei der Aufrüstung nicht folgen wollten.
- George Bush sen. und Michail Gorbatschow traten am 9. November 1999 anlässlich des 10. Jahrestages des Mauerfalls gemeinsam vor dem Bundestag auf,
- 2001 sprach der russische Präsident Wladimir Putin vor dem Bundestag.
- Am 23. Mai 2002 sprach George W. Bush.
- 1996 sprach Ezer Weizmann (als erster israelischer Staatspräsident).
- 1996 sprach der damalige Präsident Südafrikas, der Menschenrechtler Nelson Mandela.
- 2011 sprach Papst Benedikt XVI. Bundestagspräsident Norbert Lammert hatte ihn eingeladen; die Fraktionsvorsitzenden hatten dem zugestimmt.

- Anlässlich des Holocaust-Gedenktages (27. Januar) sprechen regelmäßig externe Eingeladene vor dem Bundestag: 2003 der spanische Schriftsteller Jorge Semprún, 2004 die französische Politikerin und Holocaust-Überlebende Simone Veil[3], 2005 Moshe Katsav, 2007 Imre Kertész, 2010 Shimon Perez.

## Vorträge
Die vorgegebene Redezeit einzuhalten, ist ein zentrales Problem bei Tagungen und Kongressen. Nachsichtige Vorsitzende und undisziplinierte Redner können das Programm sprengen. Diskussionen und nachfolgende Vorträge werden verhindert. Selbst wenn man die Vortragszeit berechnet, können (charmante) Extempores und (wichtige) Bildkommentare zu erheblichen Überziehungen führen – sowohl bei sehr schlechten als auch bei sehr guten Rednern. Bei den US-amerikanischen Großkongressen kann man die Uhr nach der Vortragsdauer stellen. Auf vielen deutschen Medizinerkongressen werden rücksichtslose Referenten aus vermeintlicher Kollegialität nicht gerüffelt oder gar abgestellt.

„Ich habe meinen Vortrag Viertel vor Elf begonnen und war um 11.30 Uhr nach 20 Minuten pünktlich fertig.“

## Sonstiges

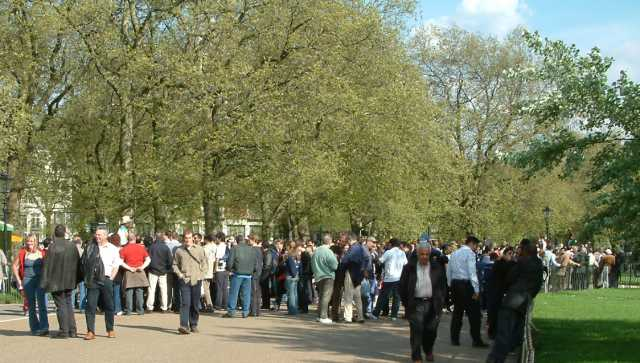
Speakers’ Corner in London

Generelles „Rederecht“ hat jedermann an der Speakers’ Corner im Londoner Hyde Park.